# Marty Byrnes
Martin William „Marty” Byrnes (ur. 30 kwietnia 1956 w Syracuse) – amerykański koszykarz, występujący na pozycji niskiego skrzydłowego, mistrz NBA z 1980 roku.

## Osiągnięcia
Na podstawie, o ile nie zaznaczono inaczej.
NCAA
- Uczestnik:
  - NCAA Final Four (1975)
  - rozgrywek Sweet Sixteen turnieju NCAA (1975, 1977)
  - II rundy turnieju NCAA (1975–1978)

NBA
- Mistrz NBA (1980)[1]